# Хёфлайн-ан-дер-Донау
Хёфлайн-ан-дер-Донау (нем. Höflein an der Donau) — посёлок в Австрии, в федеральной земле Нижняя Австрия.
Входит в состав округа Вена. Население 1149 чел. Занимает площадь 22,38 км². Официальный код — 30712.